# Wojciech Waleczek
Wojciech Bolesław Waleczek est un pianiste polonais, docteur en arts musicaux, professeur d'arts musicaux, professeur à l'Université de Silésie à Katowice.

## Biographie
Pianiste connaît une carrière très active en tant que soliste, chambriste et soliste avec orchestre,  dans le monde entier.
Il s’est produit en Europe et aux États-Unis ainsi que dans des pays comme le Canada, le Japon, au Brésil, en Uruguay, au Suriname, au Guyana, en Argentine, au Kazakhstan, au Kirghizistan, en Ouzbékistan, en Jordanie, en Palestine, en Iran, en Irak, en Turquie, la Tunisie et l’Algérie, au Qatar, en Arabie Saoudite, au Kenya, aux Seychelles.
Il s'est produit en tant que soliste avec des orchestres philharmoniques de : Kalisz, Koszalin, Lublin, Łódź, Opole, Poméranie, Rzeszów, Szczecin, Sudètes, Silésie, Région de Sainte-Croix, Wrocław, Zabrze et avec l'Orchestre philharmonique de chambre polonais Sopot, Orchestre symphonique de Toruń, Capella Bydgostiensis, Orchestre de l'Académie Beethoven de Cracovie, Orchestre Polonais « Sinfonia Iuventus », Orchestre de chambre de Elbląg, Orchestre symphonique de Karlovy Vary, Orchestre de chambre national de Moldavie, Orchestre symphonique d'Amman, Orchestre symphonique de Kaposvár, Orchestre symphonique du Théâtre académique de Brest, Orchestre symphonique du Théâtre national du Brésil, Orchestre symphonique de Parana, Orchestre philharmonique du Qatar, Orchestre symphonique d`Ouzbékistan.
Wojciech Waleczek est diplômé avec distinction de l'Académie de musique de Katowice dans la classe de piano de Zbigniew Raubo en 2003. En 2014 et 2017, il a obtenu un doctorat et un post-doctorat en arts musicaux à l'Académie de musique de Bydgoszcz. En 2022, le président de la République de Pologne lui a décerné le titre de professeur d'arts musicaux.
Outre son activité de concert, l'artiste s'engage également dans des activités scientifiques et didactiques en tant que professeur à l'Université de Silésie à Katowice et dans des activités organisationnelles en tant que vice-président de l'Association SIGNUM à Gliwice pour la promotion de la musique classique,.

## Prix aux concours de piano
- 1996 - troisième prix au IIe Concours international pour jeunes pianistes « Arthur Rubinstein in memoriam (pl) » à Bydgoszcz[31],
- 2000 - troisième prix au VIIe Concours international de piano F. Liszt « Premio Mario Zanfi (en) » à Parme[32],

Wojciech Waleczek

- 2005 - troisième prix au VIe Concours international de piano Seiler à Palerme [33],
- 2005 - troisième prix au IIIe Concours international de piano F. Liszt à Wrocław[34].

## Discographie
- 2014 - F. Liszt - Violin and Piano Music (Voytek Proniewicz - violon), Naxos[35],
- 2017 - F. Liszt - Grandes études de Paganini, Transcendental études de Paganini, Capriccio[36],
- 2019 - F. Liszt - Harmonies poétiques et religieuses, Naxos[37],
- 2021 - F. Schubert - Rarities and Short Piano Works, Naxos[38],
- 2024 - F Liszt - Weihnachtsbaum (Christmas Tree), Naxos[39].

## Distinctions
- 2017 - « Mérite pour la culture polonaise »[40],
- 2018 - « Médaille du mérite d'argent de la voïvodie de Silésie »[41],
- 2019 - « Croix du Mérite » de bronze[42]
- 2023 - « Croix du Mérite d`argent»[43],
- 2023 - « Médaille du Mérite culturel polonais Gloria Artis » de bronze[44]